# Conferència Econòmica de Londres
La Conferència Econòmica de Londres va ser una reunió entre els representants de 66 estats que va tenir lloc al Geological Museum de Londres el 1933. L'objectiu era afrontar la Gran Depressió, avivar el comerç internacional i estabilitzar el preu del diner. No obstant això, mentre estava de vacances en el seu iot al Pacífic Nord, Franklin D. Roosevelt va emetre un missatge de ràdio a Londres condemnant la conferència per intentar estabilitzar la moneda i, indirectament, va declarar que els Estats Units d'Amèrica no participarien en les negociacions.

## Context històric
Quan es va ensorrar l'economia mundial després de la Primera Guerra Mundial, es va assumir en gran manera que els Estats Units obtindrien l'hegemonia mundial. El programa de la conferència, elaborat entre els representants dels sis estats principals que s'havien reunit a Ginebra el 1932, declarava fermament que els deutes intergovernamentals s'havien de resoldre, ja que representaven un gran obstacle en el camí per recuperar-se de la Gran Depressió.
Els representants europeus creien que "la solució hauria d'alleujar el món", mentre que els americans com el senador Borah sostenien que "els problemes del món existien realment a causa de la Guerra, i de la persistència d'Europa en mantenir un fort armament, i de la mala gestió econòmica;" per tant, no estava disposat a posposar, reduir o cancel·lar el pagament dels deutes ni "deixar que Europa seguís endavant amb un programa que pràcticament havia enfonsat el món a la present situació econòmica."

## Accions contràries
L'esperança que els Estats Units continuessin donant suport al patró or va dissoldre's ràpidament quan el president Roosevelt va promulgar, l'endemà d'accedir al càrrec, la Emergency Banking Act del 1933 (llei intervencionista als bancs insolvents) i va prohibir l'exportació d'or, retirant formalment els Estats Units del patró or. El mateix maig va aprovar l'esmena de Thomas, una legislació que "requeria que el president implementés una política d'inflació mitjançant l'emissió de bitllets de banc".
La declaració de Roosevelt durant el discurs inaugural del 1933: "No escatimaré esforços per restablir el comerç mundial mitjançant un reajustament econòmic internacional, però l'emergència dels Estats Units no pot esperar que això es produeixi" va ser un clar senyal pels participants de la conferència que Roosevelt estava disposat a resistir plans estrangers per reanimar l'economia internacional.
Cordell Hull, el Secretari d'Estat de Roosevelt, liderà la delegació americana a la conferència. El president ordenà que Hull no participés en les converses relatives a l'estabilització de les divises. Tanmateix, quan la conferència va començar, Roosevelt havia canviat d'opinió quant a la manipulació de la moneda per augmentar els preus, i feu que els experts banquers americans Oliver Sprague i James Paul Warburg dirigissin les converses sobre l'estabilització de les divises amb els seus homòlegs britànics i francesos.

## Rebuig de Roosevelt
La Conferència Econòmica de Londres s'inicià el 12 de juny del 1933, però paradoxalment tota l'atenció l'aclaparaven les converses tripartides sobre la moneda que estaven duent-se a terme al marge de la conferència. El 15 de juny, els delegats extraoficials dels Estats Units, juntament amb Montagu Norman del Banc d'Anglaterra i Clement Moret del Banc de França ja havien dibuixat un pla per tal d'aconseguir una estabilització temporal.
Tot i l'intent de preservar el secret, la notícia del pla es filtrà abans que se'n pogués fer un anunci oficial, i la reacció va ser destructiva als Estats Units, perquè els mercats de valors i de matèries primeres deprimiren els preus i el valor del dòlar augmentà.
Encara que Roosevelt estava considerant canviar altra vegada la política diplomàtica replantejant una nova taxa de canvi dòlar-lliura, finalment va decidir no establir cap compromís, ni tan sols una temptativa.
El 17 de juny, davant del temor que els britànics i els francesos busquessin tenir el control dels seus propis tipus de canvi, Roosevelt va rebutjar l'acord que havien negociat els enviats americans amb els homòlegs britànics i francesos tot i les explicacions que li donaren els negociadors propis en el sentit que el pla només era un aparell temporal ple de clàusules d'escapatòria.
El rebuig de Roosevelt al pacte provocà una forta resposta negativa per part dels britànics, els francesos i els internacionalistes americans. El primer ministre britànic Ramsay Macdonald temé que "l'actuació de Roosevelt fes fracassar la conferència" i es diu que Georges Bonnet, ponent de la Comissió Monetària Francesa, "explotà".
Els crítics consideren que el nacionalisme és un factor clau en la decisió de Roosevelt de rebutjar l'acord i indirectament en el fracàs de la conferència.